# 大节日剧院

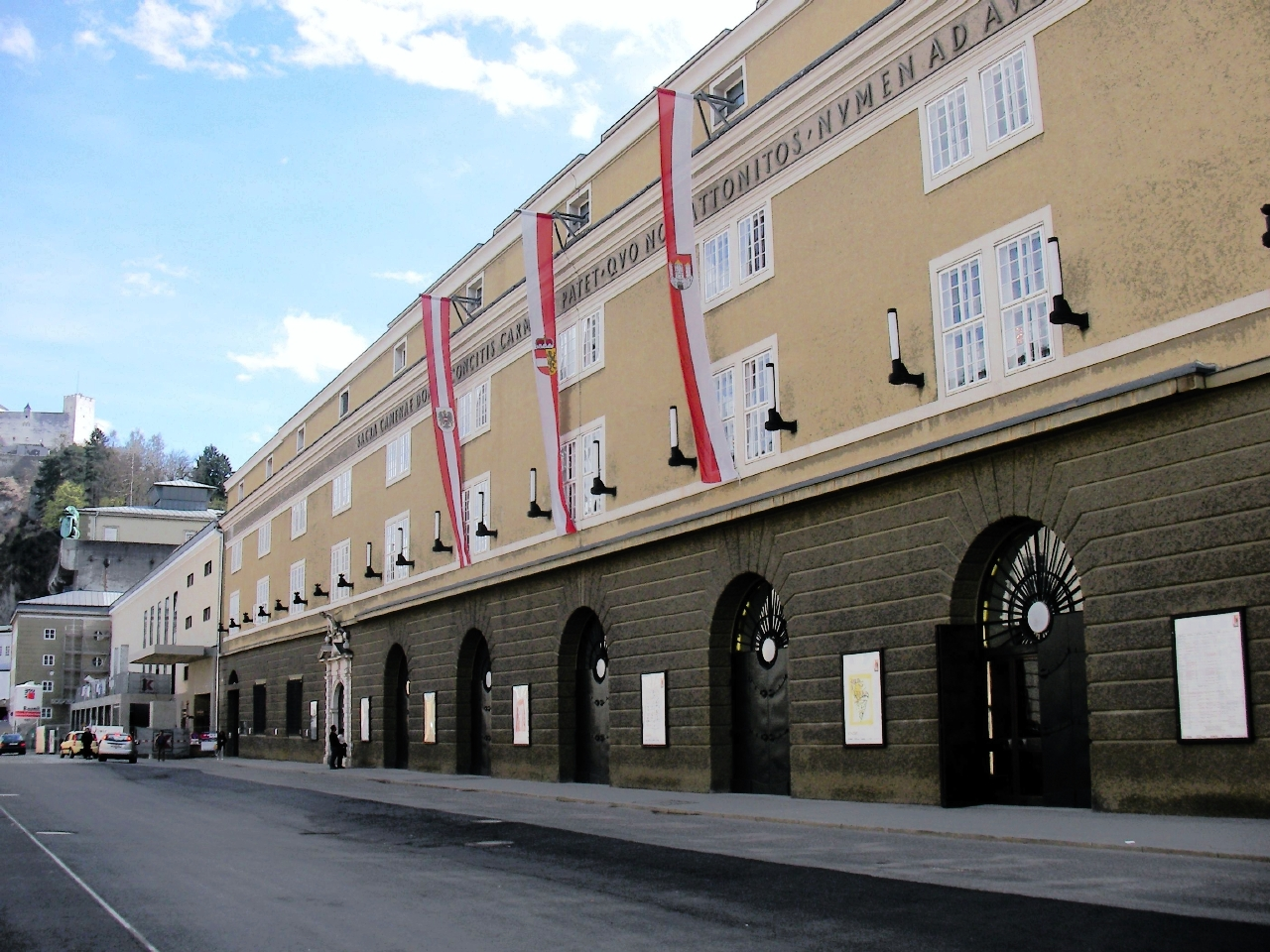

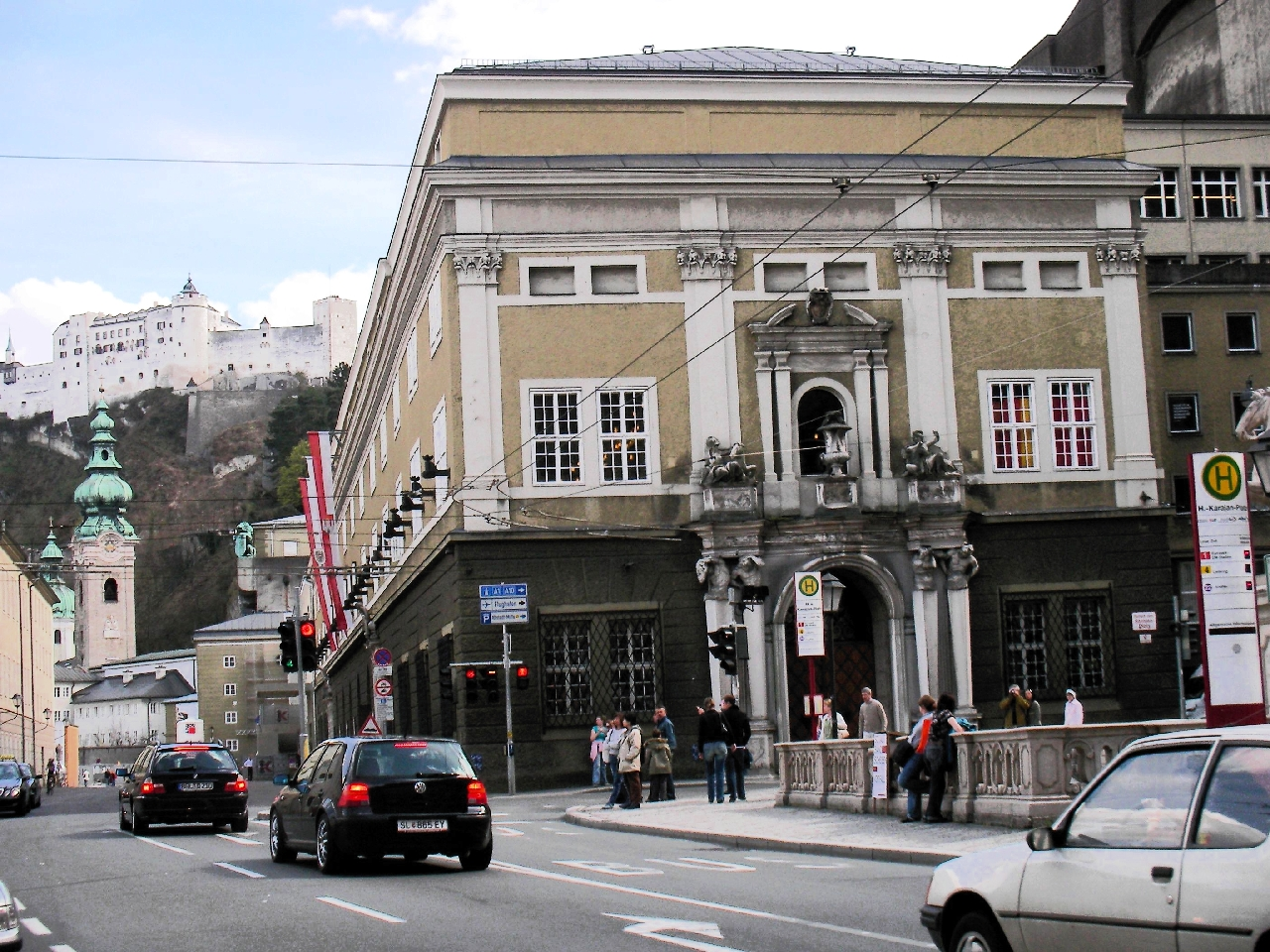
赫伯特·冯·卡拉扬广场立面

47°47′55″N 13°02′28″E / 47.79861°N 13.04111°E
大节日剧院（德語：Großes Festspielhaus）是奥地利萨尔茨堡的一座建筑，为萨尔茨堡音乐节建于1956年，由建筑师Clemens Holzmeister设计。1960年7月26日开幕，首演剧目为理查德·施特劳斯的《玫瑰骑士》，由赫伯特·冯·卡拉扬演出。节日大剧院拥有2,179座的表演空间，世界上最宽的舞台之一，达到100（330英尺）。从街道进入门厅要经过五扇铜门，上面有拉丁文格言。
劇院具備良好的聲學效果，名列世界百大廳院之一。

## 外部連結
- 薩爾茨堡音樂節官方網站